# The Rivingtons
The Rivingtons war eine in Kalifornien in den USA gegründete Doo-Wop-Gesangsgruppe der 1950er- und frühen 1960er-Jahre.

## Bandgeschichte
Bevor sich die Vokalgruppe Ende der 1950er-Jahre in The Rivingtons umbenannte, waren die Gruppenmitglieder bereits mehrere Jahre lang gemeinsam unter verschiedenen anderen Namen aufgetreten. Während dieser Zeit hatten außerdem einige Wechsel in der Besetzung stattgefunden. Die Gruppe trat unter anderem als The Sharps auf und steuerte Ende der 1950er-Jahre zu mehreren Aufnahmen des Gitarristen Duane Eddy Hintergrundgesang bei, unter anderem zu dessen Hit Rebel-’Rouser von 1958. Auf der Single Blau-Wile-Deveest-Fontaine des jungen Paul Anka aus dem Jahr 1956 werden die späteren Rivingtons-Mitglieder als The Jacks aufgeführt.
Ihren ersten eigenen Hit hatten The Rivingtons mit dem Stück Papa-Oom-Mow-Mow, die Single erreichte 1962 Platz 48 der US-amerikanischen Charts. Der Liedtext besteht im Wesentlichen aus Wiederholungen der lautmalerischen Nonsens-Worte des Songtitels, verwendet also Onomatopoesie als Stilmittel. Im Jahr darauf wurde die Single The Bird’s the Word veröffentlicht. Weitere Aufnahmen von The Rivingtons konnten nicht an den Erfolg der ersten Singles anschließen.
Im Jahr 1963 verwendete die Surf-Rock-Band The Trashmen die beiden Singles Papa-Oom-Mow-Mow und The Bird’s the Word als Grundlage für ihre Hitsingle Surfin’ Bird, die Platz vier der Billboard Hot 100 erreichte. Die Erstauflage der Single wies The Trashmen als Autoren des Stückes aus; nach rechtlichen Schritten durch The Rivingtons wurden diese auf späteren Pressungen der Trashmen-Single als Komponisten angegeben.

## Diskografie

### Singles
- Papa-Oom-Mow-Mow
- Kickapoo Joy Juice
- Mama-Oom-Mow-Mow (The Bird)
- The Bird’s the Word
- The Shaky Bird (Part 1)
- Cherry
- The Weejee Walk

### Alben
- Doin’ the Bird